# Compsomyiops calllipes
Compsomyiops calllipes är en tvåvingeart som beskrevs av Jacques-Marie-Frangile Bigot 1877. Compsomyiops calllipes ingår i släktet Compsomyiops och familjen spyflugor. Inga underarter finns listade i Catalogue of Life.